# Rödfotad sula
Rödfotad sula (Sula sula) är en fågel i familjen sulor som förekommer i tropiska havsområden jorden runt.

## Utseende

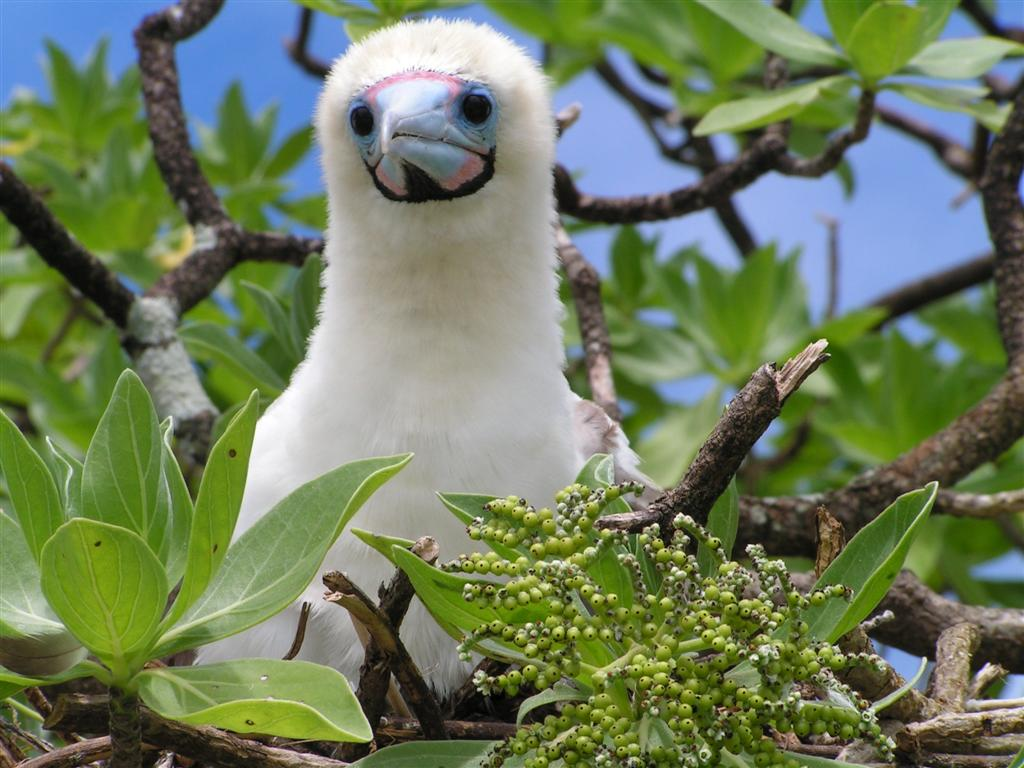
Ungfågel

Fågeln är med en längd på 68 till 77 centimeter den minsta arten i familjen. Den har ett vingspann mellan 91 och 101 centimeter och förekommer i två färgvarianter, den första varianten har en vit fjäderdräkt med svarta vingspetsar och den andra varianten är liksom ungdjur brunaktig. Näbben är blåaktig och delar av ansiktet är rosa eller grå. Hos ungdjur är delar av näbben svart och de kan därför lätt förväxlas med ungdjur av masksulan.

## Utbredning och systematik
Rödfotad sula häckar på atoller eller vulkaniska öar i tropiska havsregioner. Arten är exempelvis vanlig på Galápagosöarna och förekommer där tillsammans med blåfotad sula och nazcasula. Andra större kolonier finns i Hawaiiöarna och på flera västindiska öar. Arten förekommer även i andra delar av Stilla havet, Atlanten och Indiska oceanen.
Arten delas in i tre underarter med följande utbredning:
- Sula sula sula – häckar på öar i Västindien och utanför Brasilien
- Sula sula rubripes – häckar på öar i tropiska Stilla havet och Indiska oceanen
- Sula sula websteri – häckar på öar utanför västra Mexiko, Centralamerika och Galápagosöarna

### Släktskap
Traditionellt har familjen placerats i ordningen pelikanfåglar men molekulära och morfologiska studier har visat att denna ordning är parafyletisk.. Sulorna har därför flyttats till den nya ordningen Suliformes tillsammans med fregattfåglar, skarvar och ormhalsfåglar.

## Ekologi
Rödfotad sula är den enda arten i familjen som bygger sina bon i träd. Fågelns fötter har trots simhud förmåga att hålla sig fast på grenar och kvistar. Fågeln lägger bara ett ägg åt gången som ruvas av bägge föräldrar. Födan består till största delen av flygfiskar och tioarmade bläckfiskar.

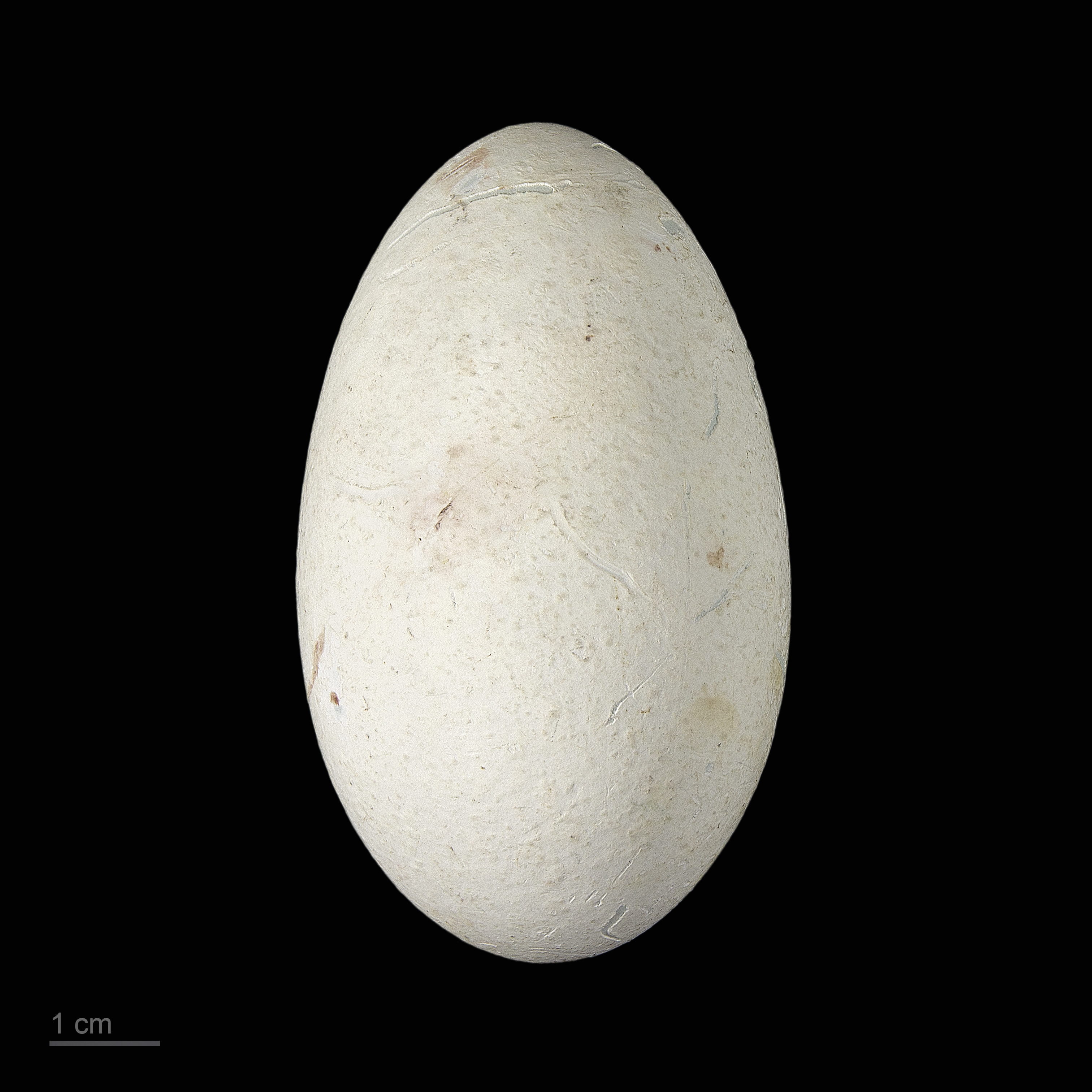
Ägg från rödfotad sula.

## Status och hot
Arten hotas i vissa regioner av trädfällning och fiske. På några ställen samlas artens ägg för att sälja de på marknaden. Den minskar i antal, dock inte tillräckligt kraftigt för att den ska betraktas som hotad. IUCN kategoriserar därför arten som livskraftig (LC). Världspopulationen uppskattas till minst en miljon individer.